# Первоуральськ
Первоура́льськ (рос. Первоуральск) — місто, центр Первоуральського міського округу Свердловської області.

## Географія
Місто розташоване на річках Чусова та її притоці Велика Шайтанка, за 46 км на захід від Єкатеринбурга, поруч з містом Ревда.

### Клімат
- Середньорічна температура повітря — 1,9 °C
- Відносна вологість повітря — 69,9 %
- Середня швидкість вітру — 3,3 м/с

| Клімат Первоуральська               | Клімат Первоуральська | Клімат Первоуральська | Клімат Первоуральська | Клімат Первоуральська | Клімат Первоуральська | Клімат Первоуральська | Клімат Первоуральська | Клімат Первоуральська | Клімат Первоуральська | Клімат Первоуральська | Клімат Первоуральська | Клімат Первоуральська | Клімат Первоуральська |
| Показник                            | Січ.                  | Лют.                  | Бер.                  | Квіт.                 | Трав.                 | Черв.                 | Лип.                  | Серп.                 | Вер.                  | Жовт.                 | Лист.                 | Груд.                 | Рік                   |
| Середня температура, °C             | −13,6                 | −12,8                 | −6,7                  | 2,2                   | 11,2                  | 17,3                  | 18,8                  | 15,5                  | 9,4                   | 1,9                   | −7,9                  | −13,1                 | 1,9                   |
| ----------------------------------- | --------------------- | --------------------- | --------------------- | --------------------- | --------------------- | --------------------- | --------------------- | --------------------- | --------------------- | --------------------- | --------------------- | --------------------- | --------------------- |
| Джерело: NASA. База даних RETScreen |                       |                       |                       |                       |                       |                       |                       |                       |                       |                       |                       |                       |                       |

## Історія

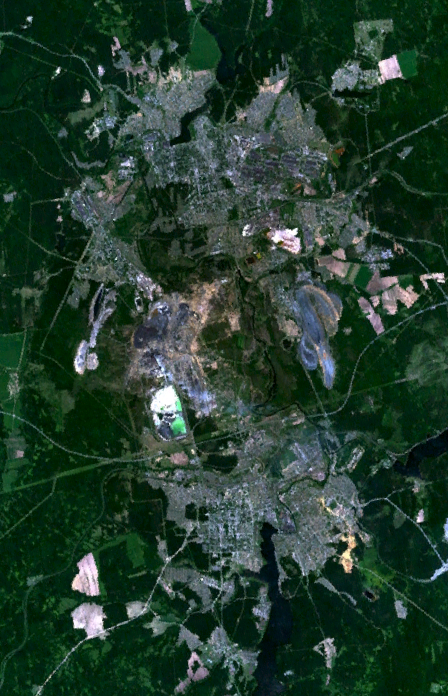
Вид на міста Первоуральск (на півночі) та Ревда (на півдні) з космосу

1702 року рудознавець з Уткинської Слободи Федір Росов відкрив у горі Вовчиха родовище залізних руд. 1721 року було засновано село Підволошна.
Улітку 1730 року розпочато будівництво металургійного заводу на річці Шайтанка. 1 грудня 1732 року заводська домна дала перший чавун. Ця дата і вважається датою заснування міста. 20 січня 1774 року в селище увійшов загін сподвижника Омеляна Пугачова Івана Бєлобородова. Після придушення повстання селище було спалено.
1829 року Урал відвідали відомі німецькі вчені — А. Гумбольдт та Г. Розе, які встановили в районі гори Березової місце перевалу із західного схилу Уральських гір на східний — кордон Європи та Азії. На цьому місці 1837 року у зв'язку з проїздом спадкоємця престолу встановлено перший на Уралі обеліск «Європа-Азія».
На Васильєвсько-Шайтанському заводі вперше на Уралі був освоєний випуск труб, у зв'язку з чим 2 вересня 1920 року завод був перейменований у «Перший уральський завод суцільнотягнутих та катаних труб». Наприкінці вересня того ж року загальними зборами громадян Шайтанської волості Васильєвсько-Шайтанське селище перейменовано в Первоуральск.

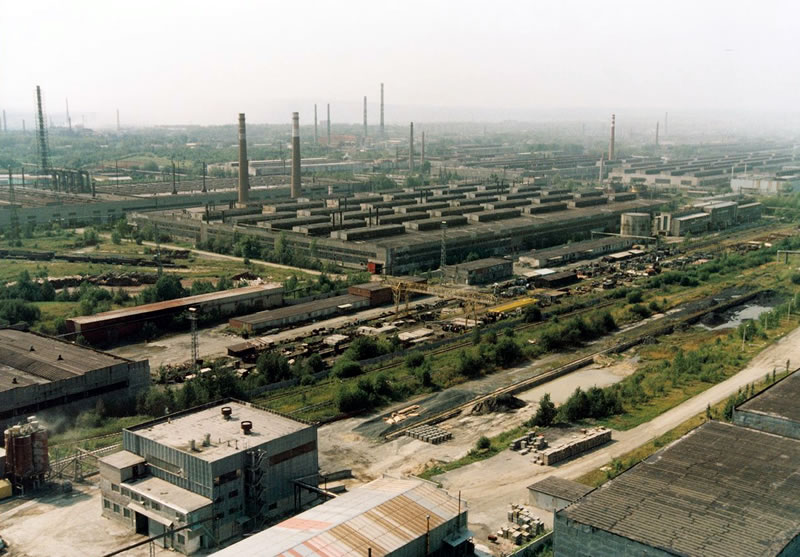
Первоуральський новотрубний завод

1924 року в Екатеринбургському окрузі утворено Первоуральский район з центром у селищі Первоуральск. 1931 року розпочалося будівництво Первоуральського новотрубного заводу — найбільшого в Європі. 20 червня 1933 року постановою ВЦВК Первоуральск отримав статус міста. 3 травня 1935 року Первоуральск виділено в місто обласного підпорядкування з передачею йому території ліквідованого Первоуральського району.
У роки Німецько-радянської війни 6 первоуральцям було присвоєно звання Героя Радянського Союзу.
1941 року на базі евакуйованого обладнання ленінградського заводу «Електрик» створено перше на Уралі підприємство електрозварювальних машин та апаратів (пізніше — Новоуткинський завод «Іскра»). На базі обладнання криворізького заводу «Металіст» у наземних службах Гологірського рудника створено завод з ремонту гірничого обладнання, нині ВАТ «Первоуральский завод гірничого  устаткування».
1982 року указом Президії Верховної Ради СРСР Первоуральск нагороджений орденом Трудового Червоного Прапора. 1996 року за підсумками референдуму 17 грудня 1995 року створено муніципальне утворення «Місто Первоуральськ».

## Населення
Населення — 124528 осіб (2010, 132277 у 2002).